# Polygyriscus virginianus
Polygyriscus virginianus é uma espécie de gastrópode  da família Helicodiscidae
É endémica dos Estados Unidos da América.